# Pieszków (powiat lwówecki)
Pieszków (niem. Petersdorf) – wieś sołecka w Polsce położona w województwie dolnośląskim, w powiecie lwóweckim, w gminie Lwówek Śląski.

## Podział administracyjny
W latach 1975–1998 miejscowość należała administracyjnie do województwa jeleniogórskiego.

## Nazwa
W dawnych źródłach wieś występowała pod różnymi wariantami pisowni Petersdorf. W 1217 r. nazwę zapisano jako Petirzdorf, w 1677 r. Peterßdorff i Petersdorff, w 1687 r. Petersdorff, w 1726 r. Pettersdorff i Petersdorf, w 1825 r. Pitschdorf i Petersdorf. W 1945 r. wieś uzyskała nazwę Piotrowin, zmienioną w 1947 r. na Pieszkowice, a potem na Pieszków.

## Demografia
Największą liczbę ludności (251 osób) Pieszków osiągnął w 1885 r. W 2. połowie XX wieku liczba mieszkańców spadła poniżej 100. Według Narodowego Spisu Powszechnego (III 2011 r.) mieszkały w nim tylko 54 osoby.
Wykres liczby ludności Pieszkowa od 1786 r.: